# Перевузник Іван Іванович
Іван Перевузник,  (нар. Середнє, Ужгородський район, Закарпатська область —  пом. 24 серпня 1967, м. Ужгород) —  український політичний діяч, депутат Сойму Карпатської України.

## Життєпис

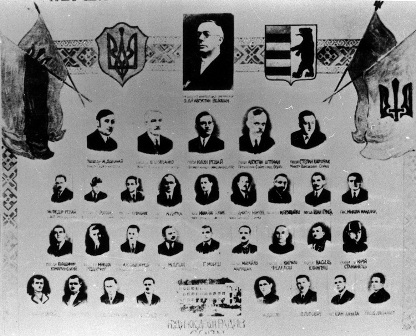
Посли Сойму Карпатської України.
По центру: Президент Карпатської України о. Августин Волошин; Перший ряд зліва направо: Микола Долинай, Юлій Бращайко, Юліян Ревай, Августин Штефан, Степан Клочурак; Другий ряд: Федір Ревай, Степан Росоха, Леонід Романюк, Августин Дутка, Михайло Тулик, Дмитро Німчук, Михайло Бращайко, Іван Грига, Микола Мандзюк; Третій ряд: Володимир Комаринський, Микола Різдорфер, Антон Ернест Олдофреді, Мілош Дрбал, Григорій Мойш, Михайло Марущак, Кирило Феделеш, Василь Климпуш, о. Юрій Станинець; Четвертий ряд: Василь Щобей, Іван Ігнатко, Юрій Пазуханич, Іван Перевузник, Адальберт Довбак, Петро Попович, Іван Качала, Василь Лацанич

Народився 6 жовтня 1903 року у селі Середньому Ужгородського району у заможній селянській родині. Здобув початкову освіту у місцевій народній школі. 
Служив у армії Чехословаччини. Після повернення з війська організував у селі читальню культурно-освітнього товариства «Просвіта». 
Про цю діяльність Івана Перевузника письменник Василь Ґренджа-Донський писав, що : 
| господар із Середнього є найсвідоміший із господарів Середнянщини. Він майже єдиний (не рахуючи середнянську інтелігенцію) утримував «Просвіту» у Середньому і додавав духу тим, що під час переслідувань хиталися |
12 лютого 1939 року обраний послом Сойму Карпатської України. Але окупація не дала йому змоги взяти участь у засіданні цього органу 15 березня цього ж року в Хусті.
Рятуючись від гонінь окупаційної влади, він утік до Словаччини й опинився в Братиславі. Коли в Закарпатті хвиля арештів і переслідувань січовиків та учасників Карпатської України трохи вщухла, повернувся додому в Середнє, але тут же був узятий під поліційний нагляд із регулярною реєстрацією в жандармській станції. Керівник середнянської жандармської станції 19 жовтня 1939 року дав таку характеристику Іванові Перевузнику за антиугорську діяльність: 
| «Як колишній український депутат, перебував у постійних зв'язках із українським урядом в Хусті. Він збирав для українського уряду відомості, а потім як кур'єр передавав розпорядження до навколишніх із Середнім сіл… Він просив молодь, щоб виступала зі зброєю в руках проти угорців. Використовував свої депутатські повноваження для того, щоб обходити села, а там закликав населення до української ідеї і просив, щоб допомагали січовикам, бо вони захистять їх від будь-якого ворога». |
1942 року був мобілізований у робочий табір (м. Сомботгель), де перебував два роки. Повернувся додому 1944-го.
Після окупації Закарпаття Радянським Союзом викликався на допити в управління держбезпеки. У 1948 році переїхав до Ужгорода і влаштувався завідувачем господарства в Закарпатському обласному краєзнавчому музеї. Потім працював завгоспом в Ужгородській середній школі № 5 аж до виходу на пенсію.
Помер 24 серпня 1967 року, похований в Ужгороді.